# Stazione di San Giorgio di Piano
La stazione di San Giorgio di Piano è una stazione ferroviaria posta sulla linea Padova-Bologna, a servizio dell'omonimo comune.

## Movimento
La stazione è servita da treni regionali svolti da Trenitalia Tper nell'ambito del contratto di servizio stipulato con la regione Emilia-Romagna.
La stazione è servita dai treni della linea S4A (Bologna Centrale-Ferrara) del servizio ferroviario metropolitano di Bologna.
Al 2007, la stazione risultava frequentata da un traffico giornaliero medio di circa 240 persone.
A novembre 2019, la stazione risultava frequentata da un traffico giornaliero medio di circa 998 persone (532 saliti + 466 discesi).

## Servizi
La stazione è classificata da RFI nella categoria bronze.